# Partit Bosnià
El Partit Bosnià (Bosanska Stranka) és un partit polític multi-ètnic d'esquerra populista de Bòsnia i Hercegovina. A les eleccions generals de Bòsnia i Hercegovina de 2002 va obtenir l'1,5% del vot popular, un escó de 42 a la Cambra de Representants de Bòsnia i Hercegovina i tres dels 140 escons a la Cambra de Representants de la Federació de Bòsnia i Hercegovina.
A les eleccions generals de Bòsnia i Hercegovina de 2006 es presentà en coalició amb la Unió Socialdemòcrata de Bòsnia i Hercegovina; no va obtenir representació a la Cambra de Representants de Bòsnia i Hercegovina i 3 dels 140 escons a la Cambra de Representants de la Federació de Bòsnia i Hercegovina, així com 2 representants a l'assemblea del cantó de Tuzla.